# Masters of Nebulah Frost
Masters of Nebulah Frost è un VHS della band black metal norvegese Immortal, pubblicato nel 1995.
Contiene i videoclip delle tracce Blashyrkh (Mighty Ravendark) e Grim and Frostbitten Kingdoms, entrambi diretti da David Palsar e tratte dall'album Battles in the North.
Nel video di Grim and Frostbitten Kingdoms è presente alla batteria Hellhammer dei Mayhem, sebbene nell'album Battles in the North le tracce di batteria siano state registrate da Abbath Doom Occulta.

## Tracce
1. Blashyrkh (Mighty Ravendark) - 4:34
2. Grim and Frostbitten Kingdoms - 2:47

## Formazione
- Abbath Doom Occulta – voce, basso
- Demonaz Doom Occulta – chitarra
- Hellhammer - batteria (in Grim and Frostbitten Kingdoms)